# تراکتورنی
تراکتورنی (به لاتین: Traktorny) یک منطقهٔ مسکونی در روسیه است که در سرزمین آلتای واقع شده‌است.